# Laksaur

Stirnband der Laksaur

Die Laksaur (deutsch Adler) war eine der pro-indonesischen Milizen, die 1999 im besetzten Osttimor die Bevölkerung im Umfeld des Unabhängigkeitsreferendums terrorisierten.

## Geschichte

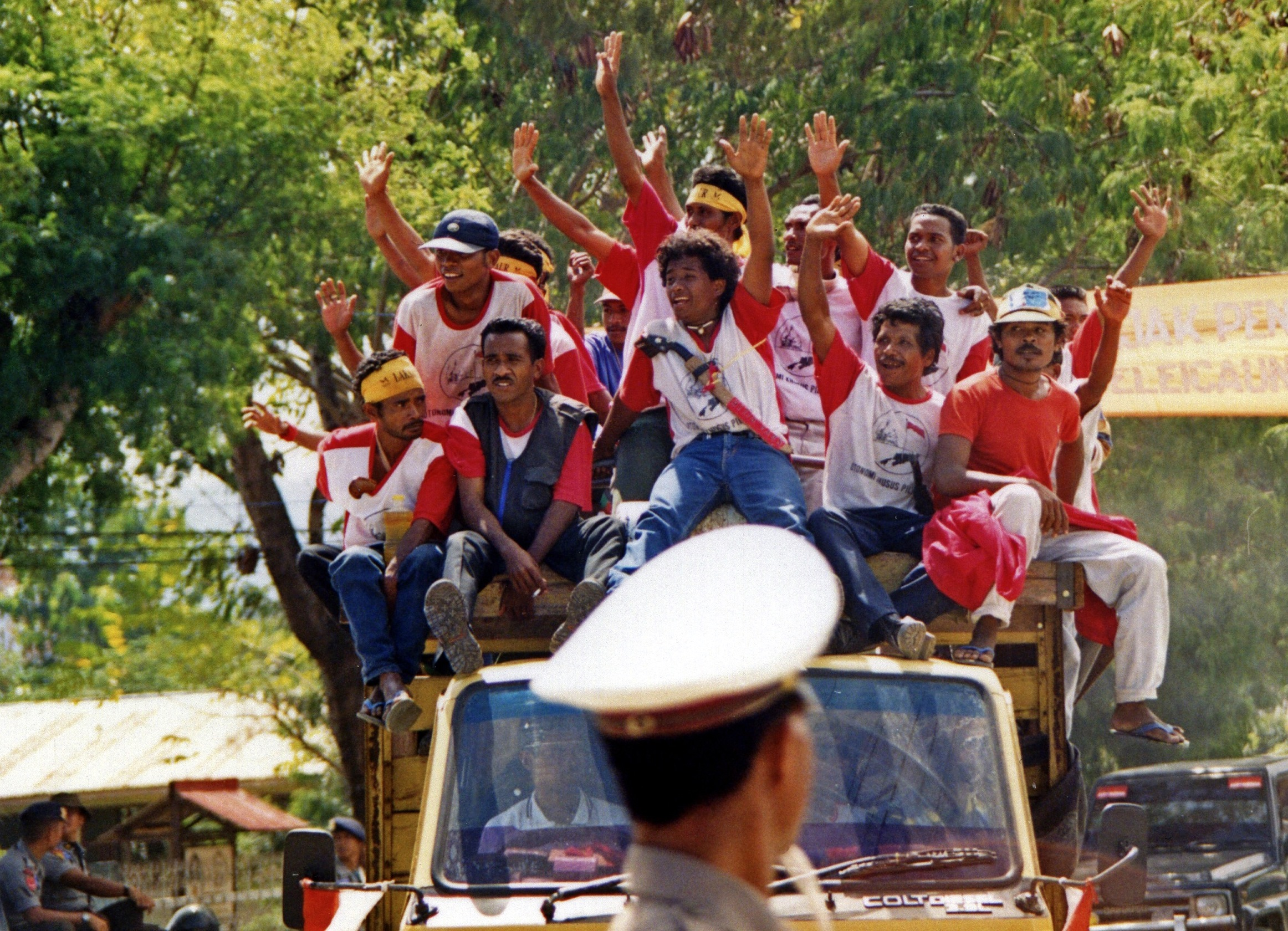
Mitglieder von Laksaur 1999

Die im April 1999 gegründete Laksaur wird für Verbrechen in diesem Jahr in Cova Lima verantwortlich gemacht. Die Miliz hatte um die 500 Mann und je nach Quelle 100 oder 200 Schusswaffen. Ihre Basis lag in Salele im Subdistrikt Tilomar. Die Miliz teilte sich in fünf Untergruppen, die jeweils von einem Subcommander (Danki) geführt wurden. Diese Gruppen waren auf die Subdistrikte Tilomar, Suai, Fatululic, Fohorem und Fatumean verteilt. Jede Gruppe war wieder in einzelne Einheiten aufgeteilt, die jeweils von einem Kommandanten (Danton) geführt wurden.
Oberster Kommandant der Miliz war Olivio Mendonça Moruk (Olivio Mendoza Moruk, auch bekannt als Alisio Mau). Der Beamte für Öffentliche Arbeit war früher Chefe de Suco von Foholulik (Subdistrikt Tilomar), wurde aber wegen Korruption und sexuellem Missbrauch entlassen. Moruks Bruder Egidio Manek (auch Igidio oder Izidio) war stellvertretender Kommandant. Zudem war er Danki von Tilomar. Weitere Danki waren Maternus Bere (in Suai), Cosmas Amaral (Fohorem), Pedro Teles (Fatululic) und Henrikus Mali (Fatumean).
Unter anderem war Laksaur am Kirchenmassaker von Suai vom 6. September 1999 beteiligt. Zwei Tage nach Bekanntgabe des Ergebnisses des Unabhängigkeitsreferendums, bei der sich die deutliche Mehrheit der Osttimoresen für die Loslösung von der Besatzungsmacht Indonesien ausgesprochen hatten, attackierte die Miliz nach einem Bericht der International Commission of Inquiry on East Timor der Vereinten Nationen die Kirche Nossa Senhora do Rosario in Suai, in der sich mehrere hundert Flüchtlinge versammelt hatten. Dabei soll die Miliz von regulären indonesischen Soldaten unterstützt worden sein. Nur 26 Opfer, die auf der anderen Seite der Grenze im indonesischen Westtimor begraben wurden, konnten identifiziert werden. Laut Augenzeugen liegt die Opferzahl deutlich höher. Man geht von bis zu 200 Toten aus.
Am 23. April 1999 kam es zu Gewalttaten im Subdistrikt Tilomar. Drei Befürworter der Unabhängigkeit wurden ermordet, ein weiterer verschwand aus dem Dorf Niquiir (Nikir). Indonesisches Militär und Laksaur zerstörten im Dorf Fatuc Metan (Fatukmetan) mehrere Häuser und folterten die Bewohner. 950 Einwohner flohen in eine Kirche und eine Schule. Der dortige Führer der Laksaur-Miliz Miguel Mau wurde daher am 26. November 2003 zu neun Jahren Haft verurteilt.
Moruk wurde eine Woche, nachdem er angeklagt worden war, von früheren Milizangehörigen am 6. September 2000 in Westtimor ermordet. Er erhielt ein militärisches Begräbnis, das im indonesischen Fernsehen übertragen wurde. Dabei anwesend waren Soldaten, Polizisten und bewaffnete Milizionäre. Es wurde vermutet, dass Moruk zum Schweigen gebracht werden sollte, um nicht hochrangige Militärs zu belasten. Sieben Männer wurden später in Kupang angeklagt.
Egidio Manek und 13 weitere Mitglieder der Miliz wurden in Abwesenheit 2003 für 51 Straftaten, wie Massenmord, Mord, gewaltsame Vertreibung Tausender Einwohner Cova Limas, Vergewaltigung, Folter, Verbrechen gegen die Menschlichkeit, Verschleppung und Verfolgung angeklagt. Darunter fallen das Kirchenmassaker von Suai, die Ermordung von 14 Befürworter der Unabhängigkeit im Dorf Lactos (Subdistrikt Fohorem), die Ermordung beziehungsweise das Verschwinden von weiteren 52 Zivilisten zwischen dem 12. April und dem 17. Oktober 1999 und die Folter und andere unmenschliche Vergehen gegen 49 Zivilisten zwischen dem 27. Januar und dem 30. Oktober 1999. Die Opfer waren alle Befürworter der Unabhängigkeit. Mehrere Milizionäre der Laksaur wurden zu mehrjährigen Haftstrafen verurteilt.
Maternus Bere wurde Anfang August 2009 verhaftet, als er aus Westtimor, wo er nun lebte, in Suai zu Besuch war. Er hatte eine Zeremonie für seinen verstorbenen Vater besucht. Allerdings war Bere zu dieser Zeit bereits indonesischer Staatsbürger und Sekretär eines indonesischen Distrikts, weswegen das Nachbarland Protest gegen die Verhaftung erhob. Nur drei Wochen später wurde Bere wieder freigelassen und fand Zuflucht in der Botschaft Indonesiens in Dili. Justizministerin Lúcia Lobato bestätigte, dass die Entlassung aus politischen Gründen erfolgte.